# Wiembeck

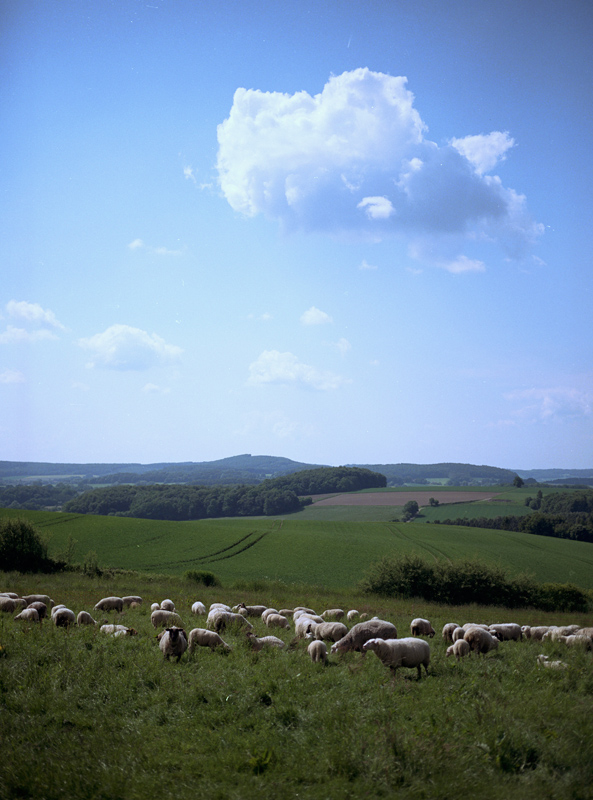
Die geografische Lage Wiembecks im Lipper Bergland.

Wiembeck ist ein Ortsteil der Stadt Lemgo im Kreis Lippe in Nordrhein-Westfalen. 

## Geschichte

### Ortsname
Wiembeck wurde 1319 als Wigenbeke erstmals schriftlich erwähnt.

Folgende Schreibweisen sind ebenfalls belegt: Wygenbecke (1403), Wynbecke (1465, in einem Güterverzeichnis), Wimeke (1470), Wymecke (1526), Wimike (1590, im Landschatzregister), Wineke (1596, im Lemgoer Bürgerbuch), Wimbecke (1616), Wiembecke (1661, im Lemgoer Bürgerbuch), Wiembke (1682, im Lemgoer Bürgerbuch), Wiembeck (1684) und Wienbeck (1806).

### 20. Jahrhundert
Am 1. Februar 1922 entstand die neue Gemeinde Wahmbeck durch Ausgliederung aus der Gemeinde Wiembeck. Nach dem Lemgo-Gesetz wurde Wiembeck am 1. Januar 1969 in die Kreisstadt Lemgo eingegliedert. Der Kreis Lemgo wurde am 1. Januar 1973 aufgelöst und mit dem Kreis Detmold zum Kreis Lippe zusammengeschlossen.

### Einwohnerentwicklung
| Jahr      | 1860 | 1939 | 1962 | 2018 |
| Einwohner | 245  | 244  | 254  | 163  |
| --------- | ---- | ---- | ---- | ---- |